# Break It Off
"Break It Off"는 리한나의 앨범 A Girl like Me에 수록되어 있는 리한나의 노래이다. 피쳐링에는 자메이카의 랩퍼인 션 폴이 참여를 했으며, 빌보드 핫 100 차트 9위에 들면서 "SOS", "Unfaithful", "We Ride" 등과 함께 A Girl like Me를 대표하는 곡 중의 하나이다.

## 인증
| 국가                               | 인증 | 판매량/출하량 |
| ---------------------------------- | ---- | ------------- |
| 미국 (RIAA)                        | 골드 | 500,000       |
| 판매량+스트리밍을 기반으로 한 인증 |      |               |